# シャターブディー急行
シャターブディー急行（Shatabdi Express, शताब्दी एक्सप्रेस）は、インド国鉄が運行する列車種別の一つ。広義の急行列車（Express、Mail）の一種である。シャターブディーはヒンディー語における長音を反映した表記であるが、これを反映しないローマ字などの表記をもとにシャタブディ急行やシャタブディエクスプレスと呼ばれることも多い。高級設備による高運賃、ダイヤが乱れた時も他の急行列車よりも優先して運転されるなどの優遇措置があり、日本における特別急行列車に相当するとしてシャタブディ特急と訳されることもある。
本項では1988年から運行を始めた狭義のシャターブディー急行のほか、姉妹列車として後年登場したジャンシャターブディー急行（Jan-Shatabdi Express, जन शताब्दी एक्सप्रेस）についても記述する。

## 概要
首都デリー、アラビア海沿岸の大都市ムンバイ、東部の大都市コルカタ、南部の大都市チェンナイなどを起点に、アーグラ（タージマハルで著名）など地方都市まで数百km程度の距離を高速運転を行う列車として設定されている。ダイヤに特徴があり、起点駅を早朝に出発、終点で折り返し夕方から深夜にかけて起点駅に戻ってくるというものになっている。日本でも東海道新幹線開通前の東海道本線で運行されていた東京駅-大阪駅間の特急「こだま」が同じようなダイヤで運転されており、車両も座席車だけであることなど共通点が多い。
「シャターブディー」という名は、ヒンディー語で「一世紀祭」という意味で、これは運行を開始した1988年がインド初代首相のジャワハルラール・ネルー（1889-1964）の生誕100年に当たることに因む。姉妹列車ジャン・シャタブディの「ジャン」は「大衆の」という意味があり、非冷房車を連結しその車両の運賃を下げたこと、および運行路線が拡大したことで幅広い人が利用しやすくなったということに由来する。
始発と終点との間における表定速度（途中停車時間も含めた平均速度）は55㎞/h以上である。このためインド国鉄による急行列車の分類では、一般的な急行列車よりも速くて格上扱いのスーパーファスト級（superfast）の急行列車となっており加算運賃(superfast surcharge)を徴収している。5桁の数字で表される列車番号（train number）もスーパーファスト級を示す12000番台の番号が原則として割り振られている。かつては4桁表示で2000番台であった。

## 歴史
- 1988年11月　運行開始

## 使用車両
登場以来、機関車牽引の客車列車として運転されている。客車は原則として冷房の座席車だけで編成を組むが、ジャンシャダブディは非冷房の座席車を連結する。また、機関車直後と編成最後尾には荷物車、電源車、緩急車を兼ねた車両が原則として連結される。
食堂車は連結しないものの、食事を調製するパントリー車（Pantry car）を編成内に連結し車内で温かい食事を提供するサービスを行っている列車が多かった。しかし、新型コロナウイルスの蔓延やパントリー車を減らしていく国鉄の方針により2020年以降パントリー車の連結を取りやめた。
デリー・アーグラ間のシャターブディー急行はタージ急行（Taj Express）と呼ばれ、観光客向けに特に豪華な内装と旅客応対を有する列車である。

## 運行路線
- タージ急行（デリー – アーグラ間：週7便）
- デリー – ボーパール（週6便）
- デリー – アフマダーバード（週4便）
- デリー – アラーハーバード（週5便）
- デリー – コルカタ（週3便）
- デリー – ジャイプル（週5便）
- デリー – チェンナイ（週3便）
- デリー – ムンバイ（週4便）
- コルカタ – アラーハーバード（週3便）
- コルカタ – 新ジャルパイグリ – ダージリン（週1便）

- チェンナイ – イェルナークラム – コッチ（週1便）
- チェンナイ – コルカタ（週3便）
- チェンナイ – ムンバイ（週3便）
- ムンバイ – アフマダーバード（週2便）
- ムンバイ – コルカタ（週3便）
- ムンバイ – パトナー（週5便）
- ムンバイ – バンガルール – マイソール（週2便）
- ムンバイ – プネー（週5便）

## 関連項目

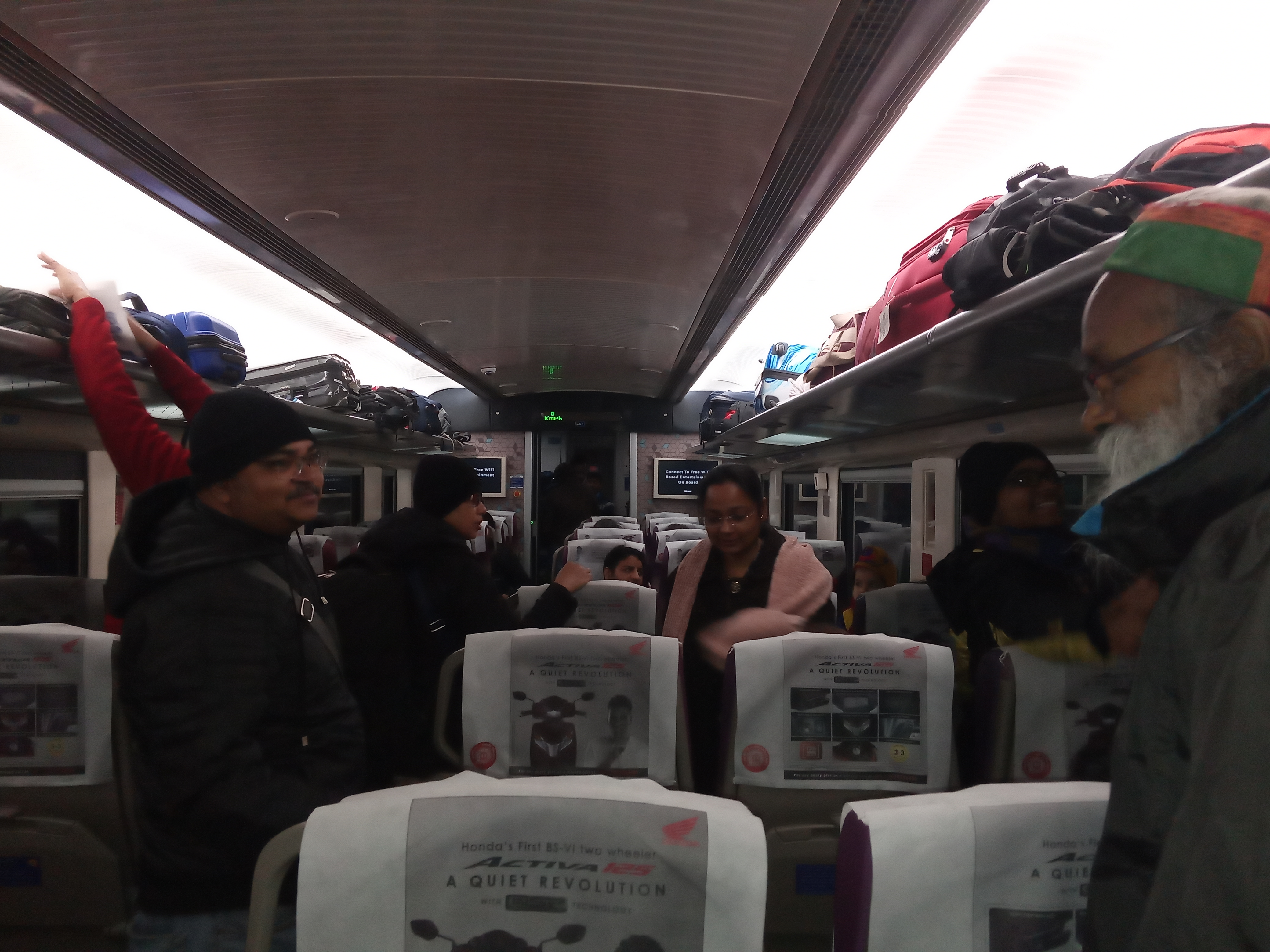
座席車とパントリー車で構成される
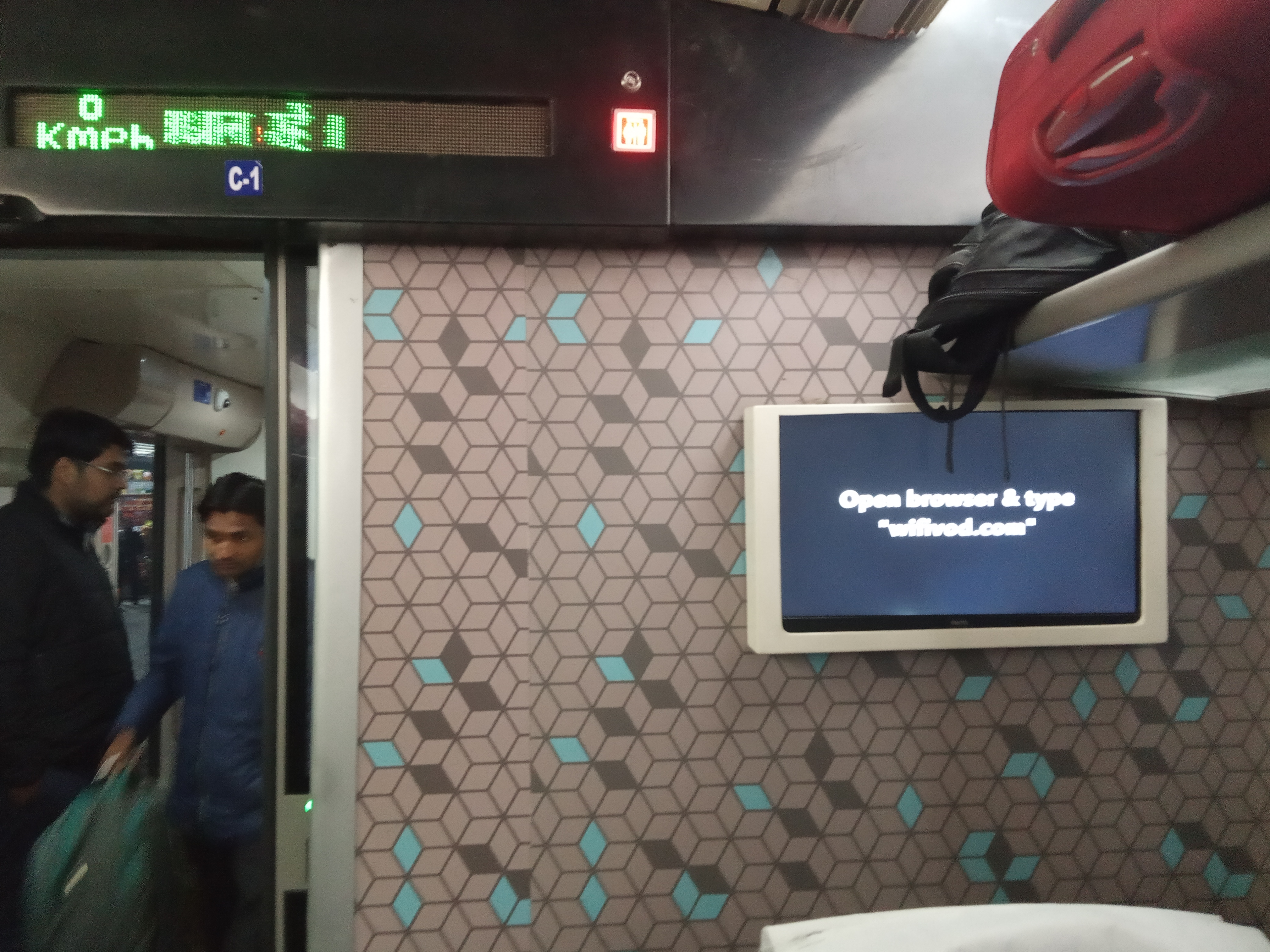
車内案内表示器